# Ceriana madecassa
Ceriana madecassa är en tvåvingeart som först beskrevs av Keiser 1971.  Ceriana madecassa ingår i släktet griffelblomflugor, och familjen blomflugor.
Artens utbredningsområde är Madagaskar. Inga underarter finns listade i Catalogue of Life.